# Schlern-Rosengarten-Gruppe

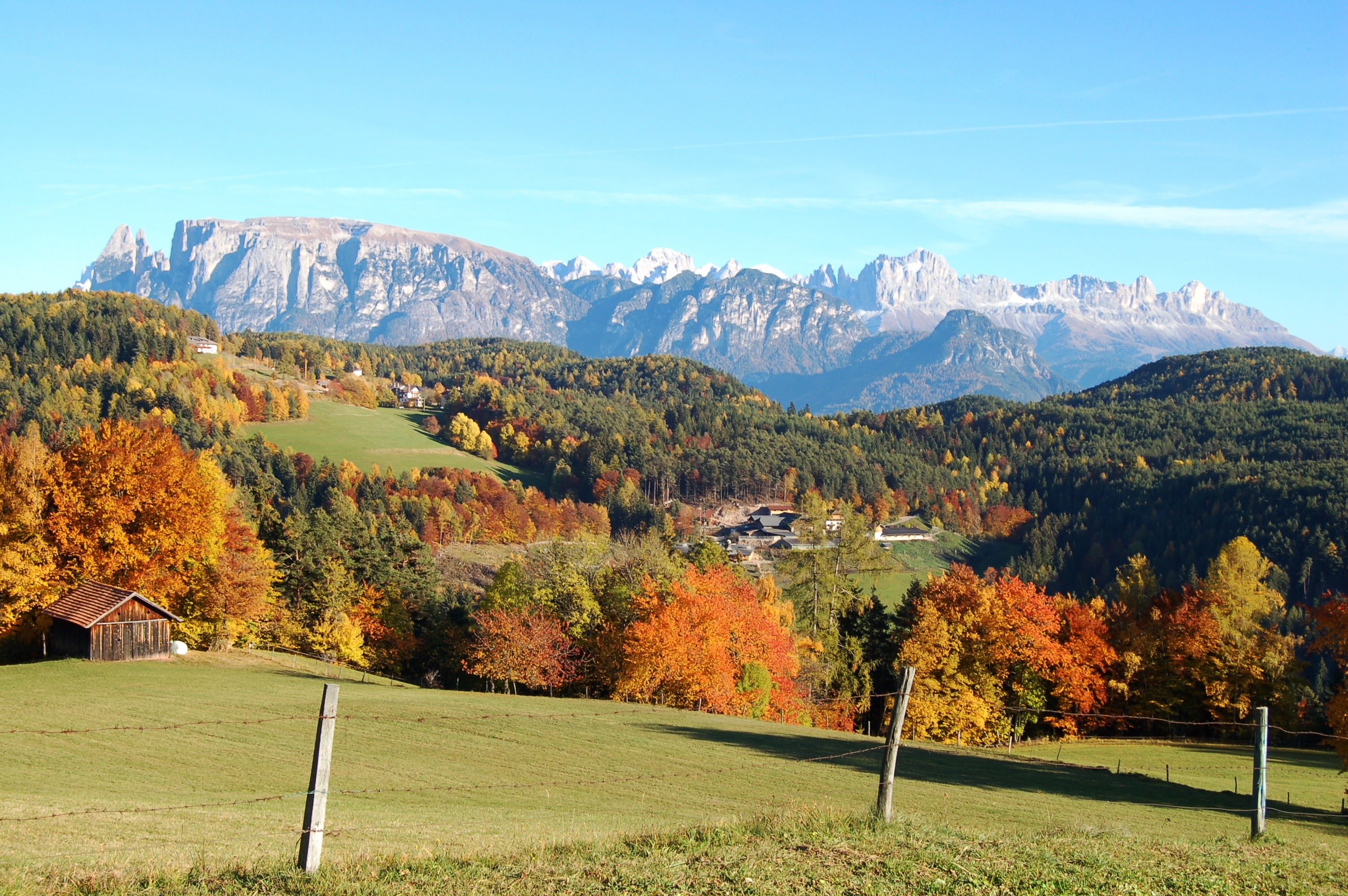
Blick vom Ritten auf die Schlern-Rosengarten-Gruppe

Schlern-Rosengarten-Gruppe ist eine zusammenfassende Bezeichnung für zwei Gebirgsgruppen in den Dolomiten, die zu großen Teilen im gemeinsamen Naturpark Schlern-Rosengarten unter Schutz gestellt wurden. Diese gliedert sich in:
- die Schlerngruppe im Norden,
- die Rosengartengruppe im Süden.